# Castèths (Gers)
Castèths (en francès Castex) és un municipi francès situat al departament del Gers i a la regió d'Occitània.

## Demografia
| 1962                                       | 1968 | 1975 | 1982 | 1990 | 1999 | 2006 |
| ------------------------------------------ | ---- | ---- | ---- | ---- | ---- | ---- |
| 177                                        | 154  | 120  | 100  | 87   | 88   | 94   |
| Des de 1962: població sense dobles comptes |      |      |      |      |      |      |

## Administració
| Període   | Identitat        | Partit        |
| --------- | ---------------- | ------------- |
| 2001-2008 | Jean-Louis Dazet | Divers droite |
| 2008-     | Robert Sassoli   |               |